# Amolops torrentis
Amolops torrentis là một loài ếch trong họ Ranidae. Chúng là loài đặc hữu của Trung Quốc.
Các môi trường sống tự nhiên của chúng là các khu rừng ẩm ướt đất thấp nhiệt đới hoặc cận nhiệt đới, sông, và các đồn điền. Loài này đang bị đe dọa do mất môi trường sống.